# Маркохим
Маркохи́м (Мариупольский коксохимический завод)  — коксохимическое предприятие в Мариуполе.

## История
В советское время завод входил в число крупнейших предприятий города.
18 ноября 1985 года коксохимический завод им. 60-летия СССР был награждён орденом Трудового Красного знамени.
После провозглашения независимости Украины Кабинет министров Украины отменил решение о реконструкции коксовой батареи Мариупольского коксохимического завода (предусмотренного в соответствии с 13-м пятилетним планом развития народного хозяйства СССР).
В 2005 году 84,2% акций завода принадлежало SCM, 9,36% — SCM Limited (Кипр), в начале августа было объявлено о предстоящем слиянии с Металлургическим комбинатом «Азовсталь». Объединение двух предприятий было завершено в декабре месяце этого года.
На предприятии действовало восемь коксовых батарей, проектная мощность которых составляла 3,65 млн тонн кокса в год.
Выпускаемая продукция: металлургический кокс (основной потребитель — металлургический комбинат «Азовсталь»), коксовый орешек (основной потребитель — Запорожский и Никопольский заводы ферросплавов), коксовая мелочь  (основной потребитель — меткомбинат им. Ильича) и коксовый газ. Также производятся химические продукты коксования: бензол сырой, каменноугольная смола, сульфат аммония, сера газовая, раствор отработанный сероочистки (РОС).